# Grote grijze kiwi
De grote grijze kiwi (Apteryx maxima) behoort net als de andere soorten kiwi's tot de zogenaamde Palaeognathae met vier andere ordes (tinamoes, struisvogels, nandoes en kasuarissen en emoes). Dit zijn (meestal) loopvogels die in het skelet (kaak en borstbeen) en het DNA kenmerken vertonen die bij andere vogels ontbreken. De grote grijze kiwi komt anno 2011 nog voor op drie locaties op Zuidereiland van Nieuw-Zeeland.
Het zijn nachtdieren en ze kunnen niet vliegen.

## Leefwijze
De grote grijze kiwi graaft met zijn snavel in de grond op zoek naar wormen, slakken, spinnen, en andere ongewervelden.

## Voortplanting
De grote grijze kiwi is monogaam, sommige paartjes blijven tot 20 jaar bij elkaar. Het broedseizoen duurt van juni tot maart. Het koppeltje paart tot 3 keer in de piekperiode. Eenmaal het vrouwtje bevrucht is, stopt ze met eten, aangezien het ei 40% van het lichaamsgewicht inneemt. Dit maakt het tot het grootste ei in vergelijking met de grootte van de vogel. Het vrouwtje ondervindt dan ook veel last van het ei.
Eenmaal de eieren gelegd zijn (tussen augustus en januari), broedt het mannetje het ei uit en bewaakt het vrouwtje het nest. Na 75-85 dagen komen het ei uit, wat soms 3 dagen in beslag neemt. Daarna verlaten de ouders het jong. Na tien dagen zal het jong de omgeving beginnen ontdekken. Ze leggen maar 1 ei per jaar, omdat het ei zo reusachtig groot is.

## Beschrijving

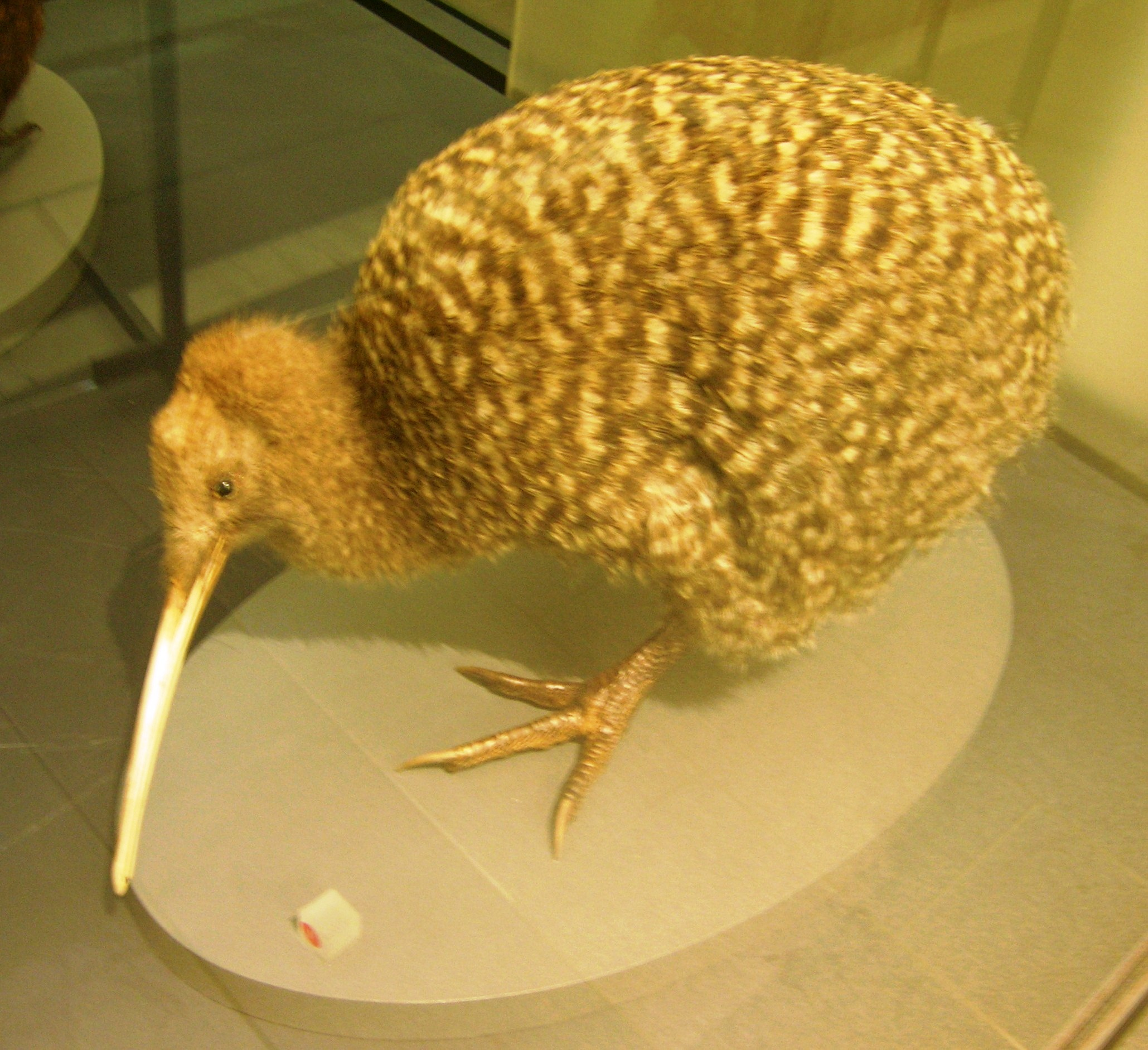
Opgezet museumexemplaar

De grote grijze kiwi is de grootste soort kiwi, 40 tot 45 cm lang, het vrouwtje groter dan het mannetje. Het gewicht is 3,3 kg (vrouwtje) en 2,6 kg (mannetje). De snavel is ivoorkleurig en 9 tot 12 cm lang, met twee "neusgaten" aan het eind. Het verenkleed varieert tussen antracietkleurig (donkergrijs) tot lichtbruin.

## Leefgebied en status als bedreigde diersoort

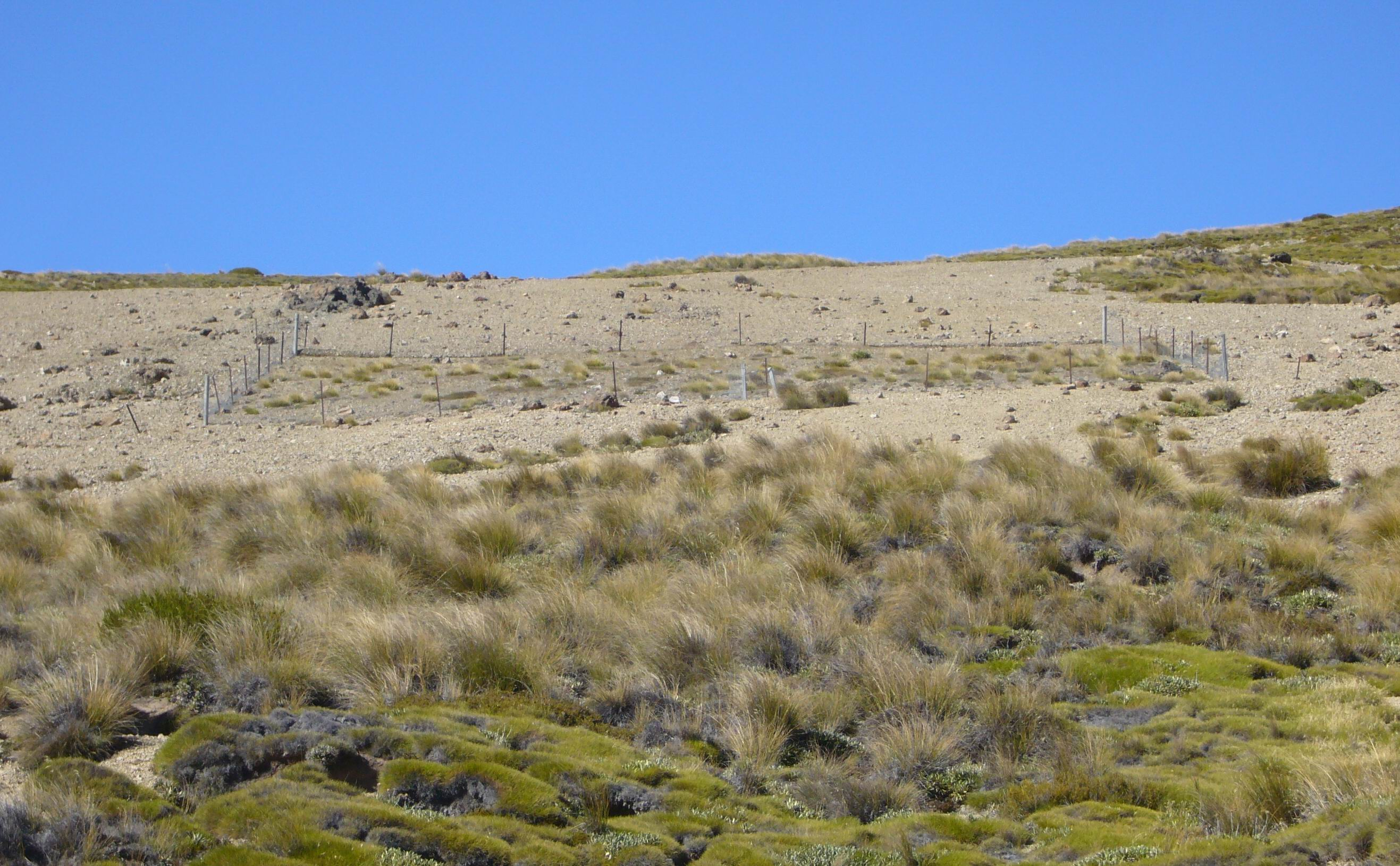
Een voorbeeld van zogenaamd tussockgrasland; het leefgebied van de grote grijze kiwi

De grote grijze kiwi is een vogel die voorkomt in de Nieuw-Zeelandse Alpen in tussockgrasland, maar ook gebieden met struikgewas en bos, meestal op een hoogte tussen de 700 en 1100 m boven de zeespiegel in het noorden van het Zuidereiland.
Het is een kwetsbare diersoort. De grootste bedreigingen zijn vernietiging van het oorspronkelijke leefgebied en predatie door verwilderde katten, varkens, honden en andere geïntroduceerde roofdieren zoals de hermelijn. In 1996 werd het totale aantal geschat op 22.000 broedparen. De jaarlijkse afname zou 5,8% zijn, maar deze kon worden bijgesteld tot 1,2% Bij een afname met 1,2% per jaar bedraagt het totale aantal in Nieuw-Zeeland in 2011 ca. 18.000 broedparen).